# Drapeau de l'Argentine
Le drapeau de l'Argentine est, avec les Armoiries de l'Argentine, l'Hymne national argentin et la cocarde, l'un des quatre symboles nationaux de la République argentine. Il est constitué de deux bandes bleu layette horizontales séparées par une bande blanche. En son centre est placé un soleil doré, le sol de Mayo rappelant le Dieu Inca solaire Inti. Un rayon du soleil sur deux est rectiligne alors que les autres rayons de l'astre sont ondulés, conformément à la représentation héraldique européenne.
Il a été créé le 27 février 1812 par le général Manuel Belgrano, dans la ville de Rosario, à partir des couleurs de la cocarde argentine. Il a été approuvé par le Congrès comme drapeau national le 25 juillet 1816, quelques jours après la déclaration d'indépendance. Les drapeaux de plusieurs pays latino-américains s'inspirèrent du drapeau argentin.
En effet, les Provinces unies d'Amérique centrale le reprirent en remplaçant le soleil par un autre symbole de liberté (le bonnet phrygien), et les pays issus de la disparition de cet État fédéral - hormis le Costa Rica - firent de même. Ainsi, les drapeaux du Salvador, du Honduras et du Nicaragua ont conservé les trois bandes horizontales bleu-blanc-bleu, seul le motif central et les nuances de bleus variant de l'un à l'autre; celui du Guatemala reprend les trois bandes mais verticalement. Enfin, l'actuel drapeau de l'Uruguay, adopté en 1828, reprend le sol de Mayo, mais s'inspire pour le fond du drapeau des États-Unis.

## Description

### Proportions et contenu
Le format du drapeau utilisé lors des cérémonies officielles, ou celui arboré dans les établissements publics est de 1,40 mètre de long sur 90 centimètres de large, soit une proportion de 9:14.

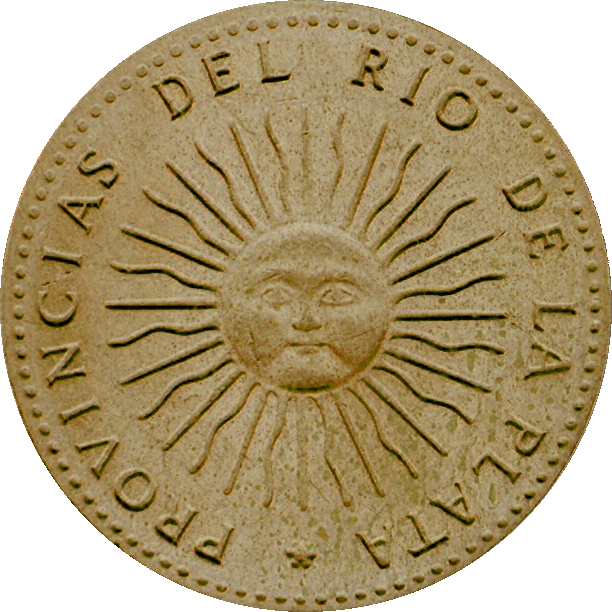
Revers d'une pièce de monnaie argentine de 1813, avec représentation du Sol de Mayo.

Le drapeau se compose de trois bandes horizontales de même largeur, et du Sol de Mayo. Le diamètre du soleil représente les 5/6 de la hauteur de la bande horizontale blanche. La hauteur du visage symbolisé au centre est égale aux 2/5 de celle du soleil. Le Sol de Mayo est une représentation figurative du dieu Inca du soleil, Inti : un soleil de couleur jaune doré, duquel partent trente-deux rayons : seize en lignes droites, et seize rayons ondulés, "tournant dans le sens horaire", placés alternativement. Le Sol de Mayo se retrouve également frappé sur les premières pièces de monnaie argentines, dès 1813.

### Couleurs
Les couleurs officielles du drapeau sont le bleu de cæruleum pour les bandes horizontales inférieure et supérieure, le blanc pour la bande centrale, le jaune doré pour le soleil, et le noisette pour les détails plus sombres du visage dans le soleil. 
| Couleurs officielles du drapeau argentin | Couleurs officielles du drapeau argentin | Couleurs officielles du drapeau argentin | Couleurs officielles du drapeau argentin | Couleurs officielles du drapeau argentin | Couleurs officielles du drapeau argentin |
| ---------------------------------------- | ---------------------------------------- | ---------------------------------------- | ---------------------------------------- | ---------------------------------------- | ---------------------------------------- |
| Nom                                      | Nom                                      | Jaune doré                               | Bleu de Caeruleum                        | Noisette                                 | Blanc                                    |
| Web                                      | RGB (dec.):                              | 252-191-73                               | 117-170-219                              | 132-53-17                                | 255-255-255                              |
| Web                                      | RGB (hex.):                              | FCBF49                                   | 75AADB                                   | 843511                                   | FFFFFF                                   |
| Pantone                                  | Textile                                  | 14-1064TC                                | 16-4132TC                                | 18-1441TC                                |                                          |
| Pantone                                  | Graphique                                | 1235C ó 116U                             | 284C ó 284U                              | 1685C ó 1675U                            |                                          |
| Pantone                                  | Plastique                                | Q03021                                   | Q30041                                   | Q12024                                   |                                          |

## Histoire du drapeau argentin

### La cocarde

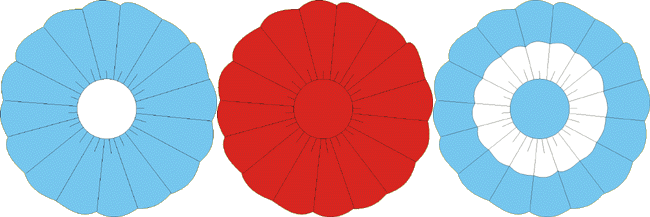
Cocardes utilisées dans les premières années des Provinces-Unies du Río de la Plata.

Selon la tradition, la cocarde argentine a été créée pendant la révolution de Mai, entre le 22 et le 25 mai 1810. Les patriotes, menés par Domingo French et Antonio Luis Beruti et surnommés chisperos (littéralement "les bougies", désigne les classes populaires madrilènes) par les forces royalistes, distribuent les récompenses parmi les forces qui combattront plus tard pour l'indépendance. Parmi les rubans décernés aux soldats, se trouve notamment la cocarde rouge, symbole des forces royalistes.
En 1812, les troupes aux ordres de Manuel Belgrano ont commencé à utiliser une cocarde bleue et blanche à deux couleurs. Le même Belgrano a exprimé dans un rapport officiel qu'il ne souhaitait plus utiliser le rouge "pour éviter la confusion" avec les armées royalistes, adversaires de l'indépendance. Le 13 février 1812, le général Belgrano propose au gouvernement l'adoption d'une rosette nationale pour les soldats et, le 18 février 1812, la Junte déclare la cocarde rouge abolie et reconnaît le blanc et le bleu.
Quatre ans plus tard, en 1816, l'assemblée législative et constituante du Congrès de Tucumán reconnait définitivement et officiellement le pavillon bleu et blanc. Les fidèles au Roi d'Espagne et des Bourbons, eux, adoptent les couleurs de la ville de Grenade ; le rouge, le blanc et le vert.

### Loi de 1985

Drapeau utilisé à la marge jusqu'en 1985.

La dernière norme juridique relative au format global du drapeau date de 1985, à l'initiative du gouvernement du président Raúl Alfonsín. La loi no 23208, promulguée le 25 juillet, par le décret nº 1.541, publié le 16 août 1985, établit comme unique drapeau argentin le "bleu et blanc avec le soleil en son centre", et détermine dans son article 1 les conditions et les modalités d'utilisation et du drapeau officiel de la nation. Cette loi unifie définitivement le drapeau, en mentionnant que le Sol de Mayo doit figurer sur toutes les représentations. En effet, une version sans soleil était toujours utilisée, bien que rarement, pour des usages civils.

### Adoption du format actuel
Entre 2002 et 2004, l'IRAM (Institut Argentin de Normalisation et Certification) a établi via une série de normes les caractéristiques précises du drapeau argentin. Le décret présidentiel no 1650 valide officiellement le 23 novembre 2010 (année du Bicentenaire de la révolution de Mai) le format et les couleurs du drapeau, en accord avec les normes de l'IRAM précitées, et dans la continuité du décret de 1944, ayant établi ce drapeau comme Drapeau National de la République argentine.

## Symbolique des couleurs
Bleu en haut et en bas 
Blanc au milieu 
Jaune pour le soleil

## Variantes

Pavillon présidentiel
Pavillon de la Marine

## Hymnes au drapeau

### Mi Bandera (Mon Drapeau)
« Aquí está la bandera idolatrada,

La enseña que Belgrano nos legó,

Cuando triste la Patria esclavizada

Con valor sus vinculos rompió.

Aquí está la bandera esplendorosa

Que al mundo con sus triunfos admiró,

Cuando altiva en la lucha y victoriosa

La cima de los Andes escaló.

Aquí está la bandera qu'un día

En la batalla tremoló triunfal

y, llena de orgullo y bizarría,

A San Lorenzo se dirigió inmortal.

Aquí está, como el cielo refulgente,

Ostentando sublime majestad,

Después de haber cruzado el Continente,

Exclamando a su paso: ¡Libertad!

¡Libertad! ¡Libertad! »
« Voici le drapeau idolâtré,L'étendard que Belgrano nous a légué,

Quand la Patrie, triste et asservie

Avec valeur s'est libérée de ses liens.

Voici le drapeau splendide

Qui a étonné le monde avec ses triomphes,

Quand arrogant et victorieux à la lutte,

Il est monté au sommet des Andes.

Voici le drapeau qui un jour

S'est levé à la bataille, triomphal

Et, plein d'orgueil et de courage,

S'est dirigé vers San Lorenzo, immortel.

Le voici, comme le ciel étincelant,

Paradant sa majesté sublime,

Après avoir traversé le Continent,

En criant à chaque pas : Liberté !
Liberté ! Liberté ! »

### Salve Argentina (Je vous salue, l'Argentine)
« Salve, Argentina,

bandera azul y blanca.

Jirón del cielo

en donde impera el Sol.

Tú, la más noble,

la más gloriosa y santa,

el firmamento su color te dio. 

Yo te saludo,

bandera de mi Patria,

sublime enseña

de libertad y honor.

Jurando amarte,

como así defenderte,

mientras palpite mi fiel corazón. »
« Je vous salue, l'Argentine,Drapeau bleu et blanc.

Fragment du ciel,

Où règne le soleil.

Toi, la plus noble,

La plus glorieuse et sainte,

Le ciel t'a donné sa couleur.

Je te salue,

Drapeau de ma Patrie,

Étendard sublime

De liberté et d'honneur.

Jurant de t'aimer,

Et de te défendre,
tant que mon cœur fidèle battra. »

### Aurora (L'Aube)
« Alta en el cielo, un águila guerrera

Audaz se eleva en vuelo triunfal.

Azul un ala del color del cielo,

Azul un ala del color del mar. 

Así en el alta aurora irradia.

Punta de flecha el áureo rostro imita.

Y forma estela al purpurado cuello.

El ala es paño, el águila es bandera. 

Es la bandera de la patria mía,

del sol nacida que me ha dado Dios. 

Es la bandera de la Patria Mía,

del sol nacida que me ha dado Dios. »
« Haut dans le ciel, un aigle guerrierAudacieux se lève en un vol triomphal.

Une aile bleue de la couleur du ciel,

Une aile bleue de la couleur de la mer.

Ainsi, du haut, son aura irradie,

le visage doré évoque fers de flèches,

Et fait sillage au cou pourpré.

L'aile est étoffe et l'aigle est drapeau.

C'est le drapeau de ma patrie,

Né du soleil, que Dieu m'a donné.

C'est le drapeau de ma patrie,
Né du soleil, que Dieu m'a donné. »